# Kohlhiesels Töchter (1930)
Kohlhiesels Töchter ist ein früher deutscher Tonfilmschwank aus dem Jahre 1930 von Hans Behrendt mit Henny Porten in der titelgebenden Doppelrolle.

## Handlung
Irgendwo in den bayerischen Alpen. Der Laienbühnenbetreiber Kohlhiesel hat zwei ungleiche Töchter, die er beide recht bald verheiraten möchte: Da ist einmal die hübsche Gretel, ein lebenslustiges und aufgewecktes Mädchen. Ihre Schwester Liesel hingegen ist das absolute Gegenteil: ein derber, kratzbürstiger Bauerntrampel, der aus seinen optischen Möglichkeiten rein gar nichts macht und alle eventuell an ihr interessierten Männer mit ihrer abweisenden Art sofort vergrault. Für sie einen Bräutigam zu finden, dürfte, so ist sich der Witwer Kohlhiesel sicher, extrem schwierig werden. Da er aber beide Mädchen versorgt wissen möchte, koppelt der listige Alte das Glück der einen an das der anderen, das heißt: Gretel darf erst dann heiraten, wenn auch für Liesel ein Ehemann gefunden sein sollte. Da die verstorbene Mutter sehr wohl erkannte, wie schwer vermittelbar ihre unansehnliche und ausnehmend unfreundliche Tochter Liesel ist, hat sie im Testament etwas verfügt, was die andere Tochter vielleicht doch noch für die Männerwelt interessant machen könnte: Sie erhält schlicht mehr vom Erbe als die ansehnliche Gretel.
Gretel hat im Dorf gleich zwei Verehrer: den braven Friseur Toni und den etwas derben, einfältigen Krämer Pepi. Letzterer hält sich für besonders schlau, als er einen Plan schmiedet, wie er über Liesel an deren Erbe kommen kann: Er plant, erst Liesel zu heiraten, dann bei ihr abzukassieren und sich, nach angeblich „seelischer Grausamkeit“, sogleich von ihr wieder scheiden zu lassen, um dann Gretel heiraten zu können. Toni und Gretel, die ein heimliches Liebespaar sind, haben nichts gegen diesen Plan, zumindest nicht den ersten Teil. Denn wenn erst einmal Pepi und Liesel unter der Haube sind, können Toni und Gretel augenblicklich ebenfalls heiraten. Von deren Plan wiederum weiß Pepi erwartungsgemäß nichts. Bereits bei der Hochzeit muss Pepi erfahren, was für einen „Besen“ er geheiratet hat. Doch er selbst ist auch nicht gerade ein Feingeist und poltert gegen seine Krawall-Liesel ordentlich zurück. Die ist darüber derart erschrocken, dass sie über Nacht einen Wandel durchlebt: Sie macht sich fein, wäscht sich regelmäßig und legt sich bessere Manieren zu. Als Liesel dann auch noch Pepis Lieblingsgerichte kocht, nimmt dieser endgültig Abschied von etwaigen Scheidungsabsichten. Vielmehr legt er einiges Geld auf den Tisch des Hauses, um Toni dazu zu überreden, schnellstmöglich seine Gretel zu heiraten. Diesem Wunsch kommen die beiden Liebesleute nur allzu gern nach.

## Produktionsnotizen
Kohlhiesels Töchter entstand innerhalb eines Monates zwischen Ende August und Ende September 1930 in den UFA-Ateliers in Neubabelsberg sowie mit Außenaufnahmen in den oberbayerischen Alpen und am Ossiacher See. Die Uraufführung erfolgte am 5. November 1930 in Berlins Terra-Lichtspielen Mozartsaal, die Wiener Premiere war am 19. Dezember desselben Jahres.
Porten-Ehemann Wilhelm von Kaufmann war Produktionsleiter, Helmuth Schreiber übernahm die Aufnahmeleitung. Komponist Felix Günther übernahm auch die musikalische Leitung Franz Schroedter entwarf die Filmbauten, Hans Baluschek die Kostüme. Alexander Schmoll war Standfotograf. Martha Dübber schnitt hier ihren ersten Tonfilm alleinverantwortlich.

## Musik
Folgende zwei Musiktitel wurden gespielt:
- Ich möcht’ ein Bild von Dir auf meinem Herzen tragen
- In Oberammegau, da blüht der Flieder

Die Musikstücke erschienen im Alrobi-Musikverlag GmbH, Berlin.

## Wissenswertes
Bereits zehn Jahre zuvor wurde derselbe Stoff unter der Regie von Ernst Lubitsch mit Henny Porten in den Titelrollen und Emil Jannings als ihr Partner als Stummfilm umgesetzt.

## Kritiken
Die österreichische Publikation Freiheit! kam zu einer gemischten Einschätzung: „Der Regisseur Hans Behrendt hat sich die Sache sehr bequem gemacht und die Vorstellung auf Kohlhiesels Sommerbühne recht ausgiebig verwertet, dafür sind alle anderen Szenen, vielleicht die wirkungsvollsten verloren gegangen. Ob Jannings besser war als Kampers, lässt sich schwer entscheiden, weil alle übrigen Rollen nur untergeordnete Bedeutung haben. Sehenswert ist das Lustspiel auf jeden Fall, auch im Tonfilm war die Leistung Henny Portens nicht umzubringen.“
Wiens Arbeiter-Zeitung ließ kein gutes Haar am Remake im Vergleich zu Lubitschs Posse von 1920: „Das war nicht nur ein lustiger, sondern auch ein geistreicher Film und eine der geschmackvollsten Komödien, die der stumme Film überhaupt hervorgebracht hat. Nun wiederholt Henny Porten ihre berühmte Doppelrolle im Tonfilm. Und das ist weder ein lustiger, noch ein geistreicher, noch gar ein geschmackvoller Film. Der Dialog besteht hauptsächlich aus Schimpfworten; man hört da nichts andres als Luder, Trottel, Dreck. Die Inszenierung häuft die unglaublichsten Derbheiten aneinander, in der Rolle, die einst Emil Jannings gespielt hat, tobt sich Herr Kampers aus, und auch an Henny Porten sind die zehn Jahre (…) nicht spurlos vorübergegangen. Zu allem Unglück singt sie noch.“

„Im Tonfilm kann endlich die Musikalität der Henny Porten ihre Triumphe feiern. (…) Gretel soll ein Sopran sein – die Porten singt Sopran; Liesel muß einen Kontra-Alt produzieren – die Porten singt Kontra-Alt. Und einmal kam das Erstaunlichste: Liesel soll Trompete blasen! (…) Die Porten beherrscht auch im Sprachlichen alle Register der Charakterisierungskunst. Hier muß sie sogar stimmlich zwei verschiedene Persönlichkeiten darstellen. (…) Die Porten hat nun auch im Tonfilm gesiegt.“